# Cokeville
Cokeville és una població dels Estats Units a l'estat de Wyoming. Segons el cens del 2000 tenia 506 habitants.

## Demografia
Segons el cens del 2000, Cokeville tenia 506 habitants, 166 habitatges, i 125 famílies. La densitat de població era de 267,6 habitants/km².
Dels 166 habitatges en un 37,3% hi vivien nens de menys de 18 anys, en un 69,3% hi vivien parelles casades, en un 4,8% dones solteres, i en un 24,1% no eren unitats familiars. En el 21,7% dels habitatges hi vivien persones soles el 9% de les quals corresponia a persones de 65 anys o més que vivien soles. El nombre mitjà de persones vivint en cada habitatge era de 3,05 i el nombre mitjà de persones que vivien en cada família era de 3,66.
Per edats la població es repartia de la següent manera: un 37% tenia menys de 18 anys, un 8,3% entre 18 i 24, un 19,4% entre 25 i 44, un 21,1% de 45 a 60 i un 14,2% 65 anys o més.
L'edat mediana era de 31 anys. Per cada 100 dones de 18 o més anys hi havia 98,1 homes.
La renda mediana per habitatge era de 31.705 $ i la renda mediana per família de 39.000 $. Els homes tenien una renda mediana de 35.000 $ mentre que les dones 22.083 $. La renda per capita de la població era de 12.900 $. Entorn del 7,1% de les famílies i el 10,4% de la població estaven per davall del llindar de pobresa.

## Poblacions més properes
El següent diagrama mostra les poblacions més properes.